# Xerolycosa
Xerolycosa Hogg, 1900 è un genere di ragni appartenente alla famiglia Lycosidae.

## Distribuzione
Le quattro specie sono state rinvenute in Eurasia e sull'isola di Zanzibar: la specie dall'areale più vasto è la X. nemoralis, reperita in Europa, Turchia, Caucaso, Russia (dalla Russia europea all'Estremo oriente russo), Kazakistan, Asia centrale, Cina, Corea e Giappone.

## Tassonomia
Questo genere è ritenuto sinonimo anteriore di Saitocosa Roewer, 1960d a seguito delle analisi effettuate sugli esemplari tipo Tarentula flavitibia Saito, 1934 dall'aracnologo Yaginuma (1986a).
Non sono stati esaminati esemplari di questo genere dal 2011.
Attualmente, a dicembre 2021, si compone di 4 specie:
- Xerolycosa miniata (C.L. Koch, 1834) — Europa, Turchia, Caucaso, Russia (dalla Russia europea alla Siberia meridionale), Kazakhstan, Asia centrale, Cina e Iran
- Xerolycosa mongolica (Schenkel, 1963) — Russia (Siberia meridionale) e Cina
- Xerolycosa nemoralis (Westring, 1861)[2] — Europa, Turchia, Caucaso, Russia (dalla Russia europea all'Estremo oriente russo), Kazakhstan, Asia centrale, Cina, Corea e Giappone
- Xerolycosa sansibarina Roewer, 1960 - Tanzania (Zanzibar)

### Specie trasferite
- Xerolycosa albofasciata (Brullé, 1832); trasferita al genere Alopecosa [1].
- Xerolycosa brunneopicta Loksa, 1965; trasferita al genere Evippa [1].
- Xerolycosa edax (Thorell, 1875); trasferita al genere Alopecosa [1].
- Xerolycosa incompta (Kulczyński, 1908); trasferita al genere Alopecosa [1].
- Xerolycosa mutabilis (Kulczyński, 1908); trasferita al genere Alopecosa [1].
- Xerolycosa pelengena Roewer, 1960; trasferita al genere Trochosa [1].
- Xerolycosa sanctaehelenae (Strand, 1909); trasferita al genere Hogna [1].